# Río Montizón
El río Montizón es un río del sur de la península ibérica perteneciente a la cuenca hidrográfica del Guadalquivir que transcurre por la provincia de Jaén (España). 

## Curso
El Montizón nace en el municipio homónimo de la comarca de El Condado, en las estribaciones de Sierra Morena. Realiza un recorrido de unos 47 km en sentido nordeste-suroeste, atravesando los términos municipales de Santisteban del Puerto y Navas de San Juan, donde desemboca en el río Guadalén, afluente del río Guadalimar, a su vez uno de los principales afluentes del río Guadalquivir. 
Tiene un régimen irregular con crecidas que superan los 100 m3/s y temporadas casi completemente seco.

## Fauna
Según un estudio del Ministerio de Agricultura, Alimentación y Medio Ambiente y la Universidad de Córdoba publicado en 2014, en el río Montizón se detectaron ejemplares de especies autóctonas de calandino, cacho, barbo común y boga.